# Szent Mihály-plébániatemplom (Nyergesújfalu)
A Szent Mihály-plébániatemplom a Komárom-Esztergom vármegyei Nyergesújfalu római katolikus temploma a város központjában. Szervezetileg az Esztergom-Budapesti főegyházmegye bajóti espereskerületéhez tartozik.

## Története
Nyergesújfalu plébániája középkori eredetű, már az 1332–37. évi pápai tizedjegyzék is említ egy Saul nevű papot, aki az akkor Veszprémhez, azon belül a budai fôespereshez tartozó Nova Villa település papja volt. Egy 1647-es plébániaösszeírás Nyergesújfalut már az esztergomi székesegyházi fôesperesség alárendeltségében említi, saját plébánossal. 1700 körül az itteni plébánia fíliája volt Péliföldszentkereszt, Lábatlan, Piszke, Mogyorós, Karva, sőt a jelenleg espereskerületi központnak számító Bajót is; a későbbi évszázadokban ezek mind önálló egyházközségi jogot nyertek el.
Középkori eredetű, régi templomát az 1701. évi kánoni látogatás jegyzőkönyve (canonica visitatio) úgy említi, mint amit nem sokkal korábban hoztak rendbe, később azonban az épület két ízben is leégett. A ma látható templom az 1747-ben bekövetkezett, második tűzvészt követően, a személyesen Mária Terézia által is szorgalmazott újjáépítés eredményeként épült meg, barokk stílusban. A barokk stílusban épült, ma műemléknek számító templom kapuja fölött a királynő címere, és az 1770-es évszám őrzi Mária Terézia közbenjárásának emlékét.
A templom a mai, végleges formáját a 20. század második felében nyerte el: 1966-ban renoválták az épületet, majd 1976-ban új liturgikus teret alakítottak ki a belső terében.

## A templom jelene
A templom búcsúnapja szeptember 29., vagy az azt követő vasárnap. A plébánián (melynek 1779 óta álló épülete szintén műemlék) 1730-tól vezetik a település anyakönyveit.

## A templom papjai

### Plébánosok
Jelenleg
- Vitális Gábor SDB (2020– ) (Don Bosco Szalézi Társasága)

Korábban
- Szőcs László (2014–2020 ) (plébániai kormányzó)
- Molnár Alajos (1996–2014)[3][4]
- Dr. Tóth-Turczer Nándor (1955–1996)
- Molnár Kálmán (1953 – 1955)
- Papp Ferenc (1951 – 1953)
- Szepesdi Sándor (1946 – 1951)
- Luncz János (1936 – 1946)
- Dr. Metzger József (1914 – 1936)
- Hajts János (1896 – 1914)
- Gabriely János (1870)
- Ürge József (1857)
- Crettier Ferenc (1837)
- Reviczky Mihály (1833)
- Hollósy Ignác (1806)
- Gianone József (1802)
- Huszár Miklós (1767)
- Schilling József (1757)
- Abranics István (1750)
- Brankovics Pál (1742)
- Kékkúti Antal (1728)
- Kralinovics Mátyás (1701)
- Megyessy György (1699)
- Kakas Mihály (1692)
- Jászay Mihály (1691)
- Kövér János (1680)
- Jászfalvay Ferenc (1647)
- Molegh Bálint lic. (1630)
- Szentléleki (1625)
- Benedek (1525)
- Saul (1332)

### Káplánok
Jelenleg
Korábban
- Bakos Zsolt (2001–2005)
- Jakus Ottó Róbert (1998–2001)
- Szabó Zoltán (1990–1998)
- Vizy Domonkos (1989–1990)[5]
- Béla Csaba László (1986–1988)[5]
- Schunk János (1970–1971)
- Dorn Antal (1968–?)